# Elton John (album)
Elton John è il secondo album dell'artista britannico Elton John, pubblicato nel Regno Unito il 10 aprile 1970.

## Il disco
Dopo l'esordio acerbo di Empty Sky, la Dick James Music decide di dare un'altra possibilità al giovane Elton, offrendogli dei mezzi più consistenti. Il suo amico Steve Brown contatta il produttore Gus Dudgeon, parecchio rinomato nell'ambiente (inizialmente quest'ultimo è abbastanza scettico, ma dopo aver ascoltato i demo di Your Song e The King Must Die cambia idea), il quale porta con sé anche il grande arrangiatore Paul Buckmaster, che ha scritto gli arrangiamenti di tutti gli strumenti tranne il pianoforte di Elton, e numerosi validi session men. L'album viene registrato praticamente dal vivo (orchestra compresa) in una sola settimana, e mostra una delle più geniali abilità di John: il saper coniugare e fondere nel rock il pianoforte e l'orchestra, in un mondo dove i chitarristi la facevano da padrone. Rimane uno dei massimi vertici artistici della sua carriera, decisamente di difficile ascolto. Nonostante l'atmosfera cupa che lo pervade, riesce a raggiungere la quarta posizione in classifica negli Stati Uniti e la quinta nel Regno Unito. Your Song, il primo brano dell'album, diventerà peraltro uno dei suoi classici più famosi. Nel 1971 l'LP è stato nominato per il Grammy per l'album dell'anno, mentre la rivista Rolling Stone lo ha inserito al 468º posto nella sua lista dei 500 migliori album di tutti i tempi.
Nel 2008 ne è uscita una Deluxe Edition comprendente versioni alternative dei brani, canzoni scartate rimaste inedite, vari demo ed esecuzioni live.

## Brani
Testi di Bernie Taupin, musiche di Elton John.
1. Your Song – 4:02
2. I Need You to Turn To – 2:35
3. Take Me to the Pilot – 3:48
4. No Shoestrings on Louise – 3:31
5. First Episode at Hienton – 4:48
6. Sixty Years On – 4:35
7. Border Song – 3:22 (testo: Bernie Taupin, Elton John – musica: Elton John)
8. The Greatest Discovery – 4:12
9. The Cage – 3:28
10. The King Must Die – 5:04
11. Bad Side of the Moon – 3:15 – traccia bonus contenuta nella versione rimasterizzata del 1995
12. Grey Seal (versione originale) – 3:35 – traccia bonus contenuta nella versione rimasterizzata del 1995
13. Rock n Roll Madonna – 4:17 – traccia bonus contenuta nella versione rimasterizzata del 1995

### Brani bonus della Deluxe Edition 2008
1. Your Song (demo pianoforte) – 3:35
2. I Need You to Turn To (demo pianoforte) – 2:12
3. Take Me to the Pilot (demo pianoforte) – 2:36
4. No Shoe Strings on Louise (demo pianoforte) – 3:33
5. Sixty Years On (demo pianoforte) – 4:21
6. The Greatest Discovery (demo pianoforte) – 3:58
7. The Cage (demo pianoforte) – 3:21
8. The King Must Die (demo pianoforte) – 5:24
9. Rock n' Roll Madonna (demo pianoforte) – 3:11
10. Thank You Mama – 3:20
11. All the Way Down to El Paso – 2:49
12. I'm Going Home – 3:05
13. Grey Seal (demo pianoforte) – 3:19
14. Rock n' Roll Madonna (alternate take) – 2:55
15. Bad Side of the Moon – 3:13
16. Grey Seal (versione originale) – 3:36
17. Rock n' Roll Madonna – 4:17
18. Border Song (BBC session) – 3:21
19. Your Song (BBC session) – 4:01
20. Take Me to the Pilot (BBC session) – 3:33

## B-sides
| Brano                      | Formato             |
| -------------------------- | ------------------- |
| "Bad Side of the Moon"     | Border Song 7" (US) |
| "Into the Old Man's Shoes" | Your Song 7" (UK)   |

## Classifiche
Album
| Anno | Classifica              | Posizione |
| ---- | ----------------------- | --------- |
| 1970 | UK album chart          | 5         |
| 1971 | US Billboard Pop Albums | 4         |

Singoli
| Anno | Singolo     | Classifica               | Posizione |
| ---- | ----------- | ------------------------ | --------- |
| 1970 | Border Song | US Billboard Pop Singles | 92        |
| 1971 | Your Song   | UK Singles Chart         | 7         |
| 1971 | Your Song   | US Billboard Pop Singles | 8         |

## Formazione
- Elton John - voce, pianoforte, clavicembalo
- Terry Cox - batteria
- Brian Dee - organo
- Dave Richmond - basso
- Caleb Quaye - chitarra
- Barry Morgan - batteria
- Alan Weighall - basso
- Colin Green - chitarra spagnola
- Diana Lewis - sintetizzatore
- Less Hurdle - basso
- Alan Parker - chitarra rtimica
- Frank Clark - basso
- Dennis Lopez - percussioni
- Roland Harker - chitarra
- Tex Navarra - percussioni
- Clive Hicks - chitarra ritmica, chitarra acustica, chitarra 12 corde
- Skaila Kanga - arpa
- Paul Buckmaster - violoncello, arrangiamenti, direzione orchestra
- Madeline Bell, Lesley Duncan, Kay Garner, Tony Burrows, Roger Cook - cori